# Por la mañana (programa de televisión de 2002)
Por la mañana es un magazine de televisión español producido por Televisión Española para La Primera, que lo emitió de lunes a viernes, de 11:00 a 14:00h, el 5 de septiembre de 2002

## Formato
Dirigido por Alfonso Yunta y presentado por Inés Ballester, en una primera etapa, y hasta septiembre de 2004, contó con la colaboración del cocinero Karlos Arguiñano. Además en el mini-espacio Así son las cosas, Manuel Giménez, expolicía, realizaba la crónica de sucesos.
El programa combina noticias, información sobre temas de interés, consumo, cocina, crónica rosa, entrevistas y debates.

## Otros datos
El espacio fue presentado por Silvia Jato en el verano de 2007.
Desde septiembre de 2007, Ballester estuvo acompañada en la presentación por el periodista Iñaki del Moral en sustitución de Manuel Giménez.

## Audiencias
Tan solo un mes después de su estreno, se lograba captar la atención de 903.000 espectadores con una cuota del 28,1%, convirtiéndose, por primera vez, en el espacio más visto de su franaja horaria.
En diciembre de 2005 el programa alcanzó de nuevo el liderazgo de audiencia, con un 27,3% de cuota de pantalla y 1.065.000 televidentes, superando al programa de Ana Rosa Quintana. Obtuvo una media de 21,6% durante la temporada.
En la temporada 2006-2007 descendió, sin embargo, al 15% de cuota de pantalla.
En enero de 2008 ocupaba la tercera posición en cuota de pantalla, tras los programas de Ana Rosa Quintana y Susanna Griso, con 15.5% y 471.000 espectadores. Los escasos índices de audiencia propiciaron la cancelación del programa en marzo de 2008 y su sustitución por Esta mañana, con Pepa Bueno.

### Evolución de las audiencias
Audiencia media según los datos de Kantar Media.
- Temporada 2002/03: 25,2% de cuota de pantalla y 793.000 espectadores
- Temporada 2003/04: 25% de cuota de pantalla y 933.000 espectadores
- Temporada 2004/05: 21,2% de cuota de pantalla y 748.000 espectadores
- Temporada 2005/06: 21,6% de cuota de pantalla y 822.000 espectadores
- Temporada 2006/07: 16,7% de cuota de pantalla y 624.000 espectadores
- Temporada 2007/08: 16,2% de cuota de pantalla y 498.000 espectadores

## Premios
- Antena de Oro 2002 para Inés Ballester